# 周予同
周予同（1898年—1981年7月15日），原名毓懋，学名蘧、豫桐，字予同，笔名天行，浙江瑞安人，中国经学家。毕业于北京高等师范学校，曾任教于上海大学、安徽大学、暨南大学，1945年起任教于复旦大学。曾任第三届全国人民代表大会代表。
1954年，中国史学会公布第一届理事会名单，郭沫若担任主席，吴玉章、范文澜担任副主席，他担任理事。